# رنو داستر
رنو داستر (به انگلیسی: Renault Duster) یا داچیا داستر خودرویی است که از سال ۲۰۰۹ توسط شرکت داچیا رومانی و رنو فرانسه طراحی گردیده‌است و در داچیا در رومانی و رنو هند و رنو برزیل و روسیه و کلمبیا و اندونزی تولید گردیده‌است. طراحی آن خودروهای موتور جلو-محور جلو و خودرو چهار چرخ محرک بوده طول نسل اول آن در حالت طبیعی ۴٬۳۱۵ میلیمتر (۱۶۹٫۹ اینچ) است. سیستم جعبه‌دندهٔ آن ۶ دنده به صورت دستی یا ۵ دنده خودکار می‌باشد. این خودرو همانند تندر ۹۰ و رنو ساندرو، در بازارهایی که نام رنو از داچیا معتبرتر و شناخته شده تر است با نام رنو عرضه می‌شود. اما در بازارهایی که هم داچیا و هم رنو به رسمیت از سوی مردم شناخته شده با نام داچیا عرضه می‌شود. این خودرو نیز همانند لوگان و ساندرو با پلت فرم بی۰ داچیا عرضه می‌شود که محصول گروه رنو-نیسان است و بر روی نیسان جوک هم به کار رفته‌است.
رنو داستر در دو نوع تک و دو دیفرانسیل از سوی نگین خودرو در ایران به فروش می‌رسید و هر دو مدل با گیربکس اتوماتیک عرضه می‌شد.
از اواخر سال ۲۰۱۵ و در بازار آمریکای جنوبی، نسخه وانت این خودرو تحت نام رنو داستر اوروچ عرضه می‌شود.

## نسل اول (۲۰۰۹–۲۰۱۸)
در سال ۲۰۱۴ ۴۰٪ داسترهای فروش رفته با برند داچیا و ۶۰٪ با برند رنو عرضه شدند. مقداری از این خودرو نیز در هند و روسیه به نام نیسان ترانو فروش رفته‌است.

### طراحی
داستر اولین بار در سال ۲۰۰۹ عرضه شد. عرضه رسمی آن در ماه مارس ۲۰۱۰ آغاز شد. این خودرو بر پایه پلتفرم B0 است. داستر به دو صورت تکدیفرانسیل و دو دیفرانسیل عرضه شده‌است. در مدل دو دیفرانسیل از تکنولوژی نیسان استفاده شده‌است. 

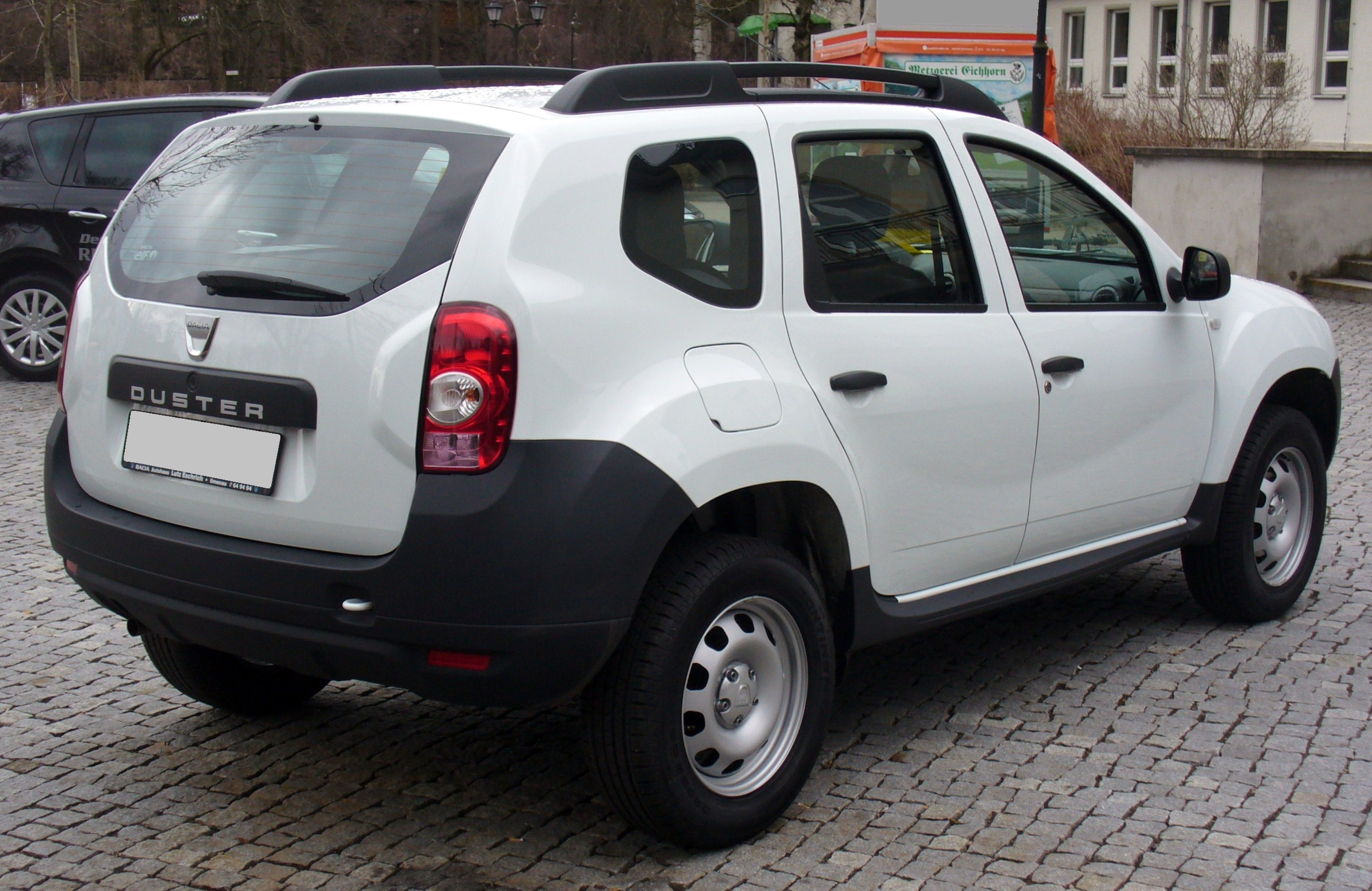
داچیا داستر آمبیانس (اروپا؛ پیش از فیس لیفت)

در سال ۲۰۱۳ نسخه فیس‌لیفت داستر عرضه شد. در این مدل قسمت جلو و عقب خودرو تغییرات ظاهری کردند.

### امنیت
داستر دارای ترمزهای ABS، تکنولوژیEBD, EBA و ESC است. در قسمت صندلیهای جلو دو ایربگ و دو ایربگ در قسمت کناری تعبیه شده‌است. در سال ۲۰۱۱ داستر توسط یورو NCAP مورد آزمایش ایمنی قرار گرفت و امتیاز ۷۴٪ برای بزرگسالان و ۷۸٪ برای کودکان دریافت کرد.

### فروش

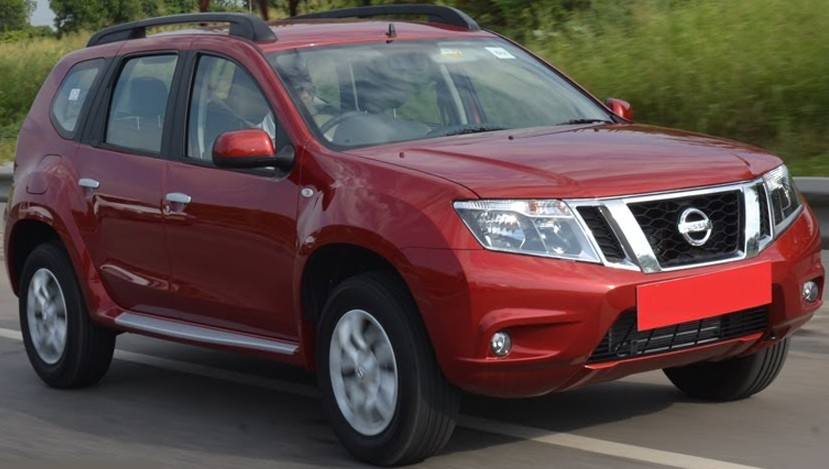
نیسان ترانو (هند)

داستر در اروپا، ترکیه، الجزایر، مراکش در سال ۲۰۱۰ به قیمت ۱۱۹۰۰ یورو عرضه شد. در رومانی قیمت آن ۱۰۵۰۰ یورو تعیین شد. از جون ۲۰۱۰ داستر در اوکراین، اردن، سوریه، مصر، لبنان و کشورهای حاشیه خلیج فارس با برند رنو عرضه شد. داستر از سال ۲۰۱۲ در روسیه به قیمت ۱۴۴۰۰ دلار عرضه گردید. داستر از سال ۲۰۱۲ در انگلستان و اسکاتلند به قیمت ۱۰۰۰۰ پوند عرضه شد و چندین جایزه دریافت کرد. از سال ۲۰۱۲ داستر در هند نیز عرضه گردید. از سال ۲۰۱۳ فروش داستر در آفریقای جنوبی آغاز شد. داستر از سال ۲۰۱۲ در کلمبیا به فروش رفت.

### ایمنی
| نتایج آزمون یورو ان‌سی‌ای‌پی | نتایج آزمون یورو ان‌سی‌ای‌پی | نتایج آزمون یورو ان‌سی‌ای‌پی |
| ------------------------- | ------------------------- | ------------------------- |
| رنو داستر (۲۰۱۱)          |                           |                           |
| آزمون                     | امتیاز                    | %                         |
| کل:                       | 3/5 ستاره                 | 3/5 ستاره                 |
| سرنشین بالغ:              | 27                        | 74%                       |
| سرنشین کودک:              | 38                        | 78%                       |
| عابر پیاده:               | 10                        | 28%                       |
| کمک ایمنی:                | 2                         | 29%                       |

### موتورها
| نام             | کد          | حجم                                  | نوع                 | قدرت                                                      | گشتاور                                   | سرعت نهایی                             | صفرتاصد (ثانیه) |
| --------------- | ----------- | ------------------------------------ | ------------------- | --------------------------------------------------------- | ---------------------------------------- | -------------------------------------- | --------------- |
| 1.2 TCe 125     | H5Ft        | ۱٬۱۹۷ سانتی‌متر مکعب (۷۳٫۰ اینچ مکعب) | I4 DOHC Turbo       | ۹۲ کیلووات (۱۲۵ اسب بخار متری؛ ۱۲۳ اسب بخار) at 5250 rpm  | ۲۰۵ نیوتن متر (۱۵۱ پوند-فوت) at 2000 rpm | ۱۷۵ کیلومتر بر ساعت (۱۰۹ مایل بر ساعت) | 10.4 s          |
| 1.6 16V ۱۰۵     | K4M 690     | ۱٬۵۹۸ سانتی‌متر مکعب (۹۷٫۵ اینچ مکعب) | I4 DOHC             | ۷۷ کیلووات (۱۰۵ اسب بخار متری؛ ۱۰۳ اسب بخار) at 5750 rpm  | ۱۴۸ نیوتن متر (۱۰۹ پوند-فوت) at 3750 rpm | ۱۶۴ کیلومتر بر ساعت (۱۰۲ مایل بر ساعت) | 11.5 s          |
| 1.6 16V Ethanol | K4M Hi-Flex | ۱٬۵۹۸ سانتی‌متر مکعب (۹۷٫۵ اینچ مکعب) | I4 DOHC             | ۸۴ کیلووات (۱۱۴ اسب بخار متری؛ ۱۱۳ اسب بخار) at 5750 rpm  | ۱۵۲ نیوتن متر (۱۱۲ پوند-فوت) at 3750 rpm | ۱۶۵ کیلومتر بر ساعت (۱۰۳ مایل بر ساعت) | 11.9 s          |
| 1.6 16V LPG     | K4M Bi-fuel | ۱٬۵۹۸ سانتی‌متر مکعب (۹۷٫۵ اینچ مکعب) | I4 DOHC             | ۷۵ کیلووات (۱۰۲ اسب بخار متری؛ ۱۰۱ اسب بخار) at 5750 rpm  | ۱۴۴ نیوتن متر (۱۰۶ پوند-فوت) at 3750 rpm | ۱۶۲ کیلومتر بر ساعت (۱۰۱ مایل بر ساعت) | 12.8 s          |
| 1.6 16V ۱۰۵     | K4M 606     | ۱٬۵۹۸ سانتی‌متر مکعب (۹۷٫۵ اینچ مکعب) | I4 DOHC             | ۷۷ کیلووات (۱۰۵ اسب بخار متری؛ ۱۰۳ اسب بخار) at 5750 rpm  | ۱۴۸ نیوتن متر (۱۰۹ پوند-فوت) at 3750 rpm | ۱۶۰ کیلومتر بر ساعت (۹۹ مایل بر ساعت)  | 12.8 s          |
| 2.0 16V         | F4R         | ۱٬۹۹۸ سانتی‌متر مکعب (۱۲۲ اینچ مکعب)  | I4 DOHC             | ۹۹ کیلووات (۱۳۵ اسب بخار متری؛ ۱۳۳ اسب بخار) at 5500 rpm  | ۱۹۵ نیوتن متر (۱۴۴ پوند-فوت) at 3750 rpm | ۱۷۷ کیلومتر بر ساعت (۱۱۰ مایل بر ساعت) | 10.4 s          |
| 2.0 16V Ethanol | F4R Hi-Flex | ۱٬۹۹۸ سانتی‌متر مکعب (۱۲۲ اینچ مکعب)  | I4 DOHC             | ۱۰۴ کیلووات (۱۴۱ اسب بخار متری؛ ۱۳۹ اسب بخار) at 5500 rpm | ۲۰۵ نیوتن متر (۱۵۱ پوند-فوت) at 3750 rpm | ۱۸۰ کیلومتر بر ساعت (۱۱۰ مایل بر ساعت) | 9.9 s           |
| 1.5 dCi ۸۵      | K9K 796     | ۱٬۴۶۱ سانتی‌متر مکعب (۸۹٫۲ اینچ مکعب) | I4 SOHC Turbodiesel | ۶۳ کیلووات (۸۶ اسب بخار متری؛ ۸۴ اسب بخار) at 4000 rpm    | ۲۰۰ نیوتن متر (۱۴۸ پوند-فوت) at 1900 rpm | ۱۵۶ کیلومتر بر ساعت (۹۷ مایل بر ساعت)  | 13.9 s          |
| 1.5 dCi 110     | K9K 896     | ۱٬۴۶۱ سانتی‌متر مکعب (۸۹٫۲ اینچ مکعب) | I4 SOHC Turbodiesel | ۷۹ کیلووات (۱۰۷ اسب بخار متری؛ ۱۰۶ اسب بخار) at 4000 rpm  | ۲۴۰ نیوتن متر (۱۷۷ پوند-فوت) at 1750 rpm | ۱۷۱ کیلومتر بر ساعت (۱۰۶ مایل بر ساعت) | 11.8 s          |
| 1.5 dCi 110     | K9K 898     | ۱٬۴۶۱ سانتی‌متر مکعب (۸۹٫۲ اینچ مکعب) | I4 SOHC Turbodiesel | ۸۱ کیلووات (۱۱۰ اسب بخار متری؛ ۱۰۹ اسب بخار) at 4000 rpm  | ۲۴۰ نیوتن متر (۱۷۷ پوند-فوت) at 1750 rpm | ۱۶۸ کیلومتر بر ساعت (۱۰۴ مایل بر ساعت) | 12.5 s          |

## نسل دوم (۲۰۱۸–اکنون)
از سال ۲۰۱۸ مدل جدید داستر به نام داستر ۲ عرضه شد.